# Víctor Turcios
Víctor Samuel Turcios Pacheco (La Unión, 12 de abril de 1988) es un exfutbolista salvadoreño.

## Trayectoria
Inició su carrera profesional con Atlético Balboa desde el año 2005, y para el Torneo Clausura 2009 firmó con el club Luis Ángel Firpo. 

### RoPs
A pesar de que fue contratado por el Club Deportivo Águila para el Torneo Clausura 2012, en el mes de enero de ese año viajó a la localidad de Belek, Turquía, para participar en un campamento en el que fue observado por diversos delegados de equipos europeos para una eventual contratación. En el mes de febrero Turcios logró llegar a un acuerdo con el club RoPS de la segunda división finlandesa y firmó en el mes de abril por tres años.
Para el mes de agosto, el RoPs obtuvo el ascenso a la primera división, pero el salvadoreño, que se desempeñaba en la posición de volante de contención, sufrió una lesión en la rodilla derecha que lo mantuvo afuera de las canchas entre seis y ocho meses. Tras su retorno, en el mes de septiembre ganó la Copa de Finlandia de 2013 al batir el RoPs al KuPS Kuopio con marcador de 2-1.

### Alianza F.C.
Turcios dejó el equipo finlandés por mutuo acuerdo, y retornó a El Salvador para sumarse a las filas del Alianza F.C. para el Clausura 2014.

### Selección nacional
En selecciones nacionales, Turcios participó en los combinados sub-17, sub-20, y sub-23; y con la selección mayor debutó el 14 de octubre de 2007. En torneos oficiales ha sido convocado para la Copa de Oro 2011 y 2013; así como la clasificación de Concacaf para la Copa Mundial de Fútbol de 2014, en la que jugó en la defensa central junto a Steve Purdy.
Turcios se vio envuelto en el escándalo de amaños en juegos de la selección nacional. Durante la celebración de la Copa Oro de 2013, aceptó, en una entrevista al programa E:60 Deportes de ESPN, que la selección salvadoreña estaba involucrada en arreglo de partidos. Días después, el periódico local El Gráfico lanzó una publicación donde involucraba a Turcios y a otros seis jugadores de la selección en una reunión con apostadores, cuyo fin habría sido arreglar el resultado final del partido amistoso entre El Salvador y el DC United en junio de 2010. El 20 de septiembre de 2013, la Federación Salvadoreña de Fútbol le impuso una suspensión de seis meses de toda actividad relacionada con este deporte, que tenía vigencia únicamente en el territorio salvadoreño, aunque su participación en los hechos no ha sido revelada.

## Actualidad
Actualmente se desempeña como Pastor Evangélico, lo hace como predicador de la iglesia CRET.

## Clubes
| Club                            | País        | Año     | Partidos | Goles |
| ------------------------------- | ----------- | ------- | -------- | ----- |
| Atlético Balboa                 | El Salvador | 2005-08 |          |       |
| Club Deportivo Luis Ángel Firpo | El Salvador | 2009-11 | 96       | 7     |
| RoPS Rovaniemi                  | Finlandia   | 2012-13 | 41       | 1     |
| Alianza Fútbol Club             | El Salvador | 2014    | 5        | 0     |

### Carrera como legionario
Actualizado al último partido jugado el 26 de octubre de 2013.
| Club                       | Div.                | Temporada           | Liga  | Liga  | Copas nacionales | Copas nacionales | Copas internacionales | Copas internacionales | Total | Total |
| Club                       | Div.                | Temporada           | Part. | Goles | Part.            | Goles            | Part.                 | Goles                 | Part. | Goles |
| -------------------------- | ------------------- | ------------------- | ----- | ----- | ---------------- | ---------------- | --------------------- | --------------------- | ----- | ----- |
| RoPS Rovaniemi · Finlandia | 2.ª                 | 2012                | 13    | 1     | -                | -                | -                     | -                     | 13    | 1     |
| RoPS Rovaniemi · Finlandia | 1.ª                 | 2013                | 25    | 0     | 3                | 0                | -                     | -                     | 28    | 0     |
| RoPS Rovaniemi · Finlandia | Total               | Total               | 38    | 1     | 3                | 0                | 0                     | 0                     | 41    | 1     |
| Total en su carrera        | Total en su carrera | Total en su carrera | 38    | 1     | 3                | 0                | 0                     | 0                     | 41    | 1     |

## Palmarés

### Trofeos internacionales
| Título                        | Club | País      | Año  |
| ----------------------------- | ---- | --------- | ---- |
| Segunda División de Finlandia | RoPS | Finlandia | 2012 |
| Copa de Finlandia             | RoPS | Finlandia | 2013 |